# Людовик II Ягеллончик
Людовик II Ягеллончик (чеськ. Ludvík Jagellonský, угор. II. Lajos, хорв. Ludvík II. Jagelović; 1 липня 1506 — 29 серпня 1526) — останній король Богемії та Угорщини (з 1516 року) з династії Ягеллонів, титулярний король Галичини та Володимирії. Загинув у битві при Могачі (1526).

## Життєпис
22 липня 1515 року у Відні в соборі Святого Стефана відбулося подвійне весілля Людовика та його сестри Анни з австрійськими принцесою (Марія Австрійська) і принцом (Фердинанд — майбутнім імператором Священної Римської імперії).
У серпні 1526 року Сулейман І Пишний на чолі 100-тисячної армії удерся до Угорщини. Біля містечка Могач до 25 тисяч угорців із 80 гарматами під проводом короля Угорщини Лайоша II стають на шляху загарбників. Кавалерія християн зім'яла нерегулярну піхоту — башибузуків; християни вже святкували перемогу, розгромивши, як вони вважали, центр позицій турків. Проте це були лише перші лінії «воїнів ісламу». Сам Сулейман із яничарами й усією артилерією зустріли Лайоша, який разом із резервами мужньо, але безглуздо кинувся в атаку. З флангів на угорців тим часом наскочила легка кавалерія; довершили розгром рушниці яничар і гармати, які впритул розстрілювали важку кавалерію. Угорці декілька годин чинили героїчний опір, на полі бою їх полягло до 22 тисяч разом з королем. Катастрофа біля Могача віддала Угорщину під владу Османської імперії більш, як на 150 років.
Королем Угорщини стає Януш Заполья, який визнав себе турецьким васалом.